# Osiedle Chartowo
Osiedle Chartowo – osiedle administracyjne Poznania (od 1 stycznia 2011 roku).

## Historia
W 2000 utworzono jednostkę pomocniczą miasta Osiedle Chartowo. W 2010 r. w Poznaniu przeprowadzano reformę funkcjonalną jednostek pomocniczych i 1 stycznia 2011 r. powiększono obszar osiedla.

## Granice administracyjne
Osiedle Chartowo graniczy:
- z Osiedlem Szczepankowo-Spławie-Krzesinki (granica - trasy linie kolejowej nr 352 i 394)
- z Osiedlem Żegrze (granica - ulica Bolesława Krzywoustego)
- z Osiedlem Rataje (granica - ulica Inflancka - Jezioro Maltańskie)
- z Osiedlem Antoninek - Zieliniec - Kobylepole (granica - ulica Szwajcarska, ulica abpa Walentego Dymka - Jezioro Maltańskie)
- z Osiedlem Warszawskim - Pomet - Maltańskim (granica - Jezioro Maltańskie)

## Podział
Podział w Systemie Informacji Miejskiej
Według Systemu Informacji Miejskiej Osiedle Chartowo jest podzielone na cztery jednostki obszarowe:
- Chartowo
  - Osiedle Czecha
  - Osiedle Lecha
  - Osiedle Rusa
  - Osiedle Tysiąclecia
  - Osiedle Zodiak
- Franowo (częściowo)
- Malta (częściowo)
- Biała Góra (częściowo)

## Ważniejsze obiekty architektoniczne i miejsca
- Fort IIa
- Mauzoleum Mielochów
- Lądowisko Poznań-Szwajcarska
- Tunel trasy tramwajowej os. Lecha-Franowo
- Użytek ekologiczny „Traszki Ratajskie”
- Hospicjum Palium
- Wielospecjalistyczny Szpital Miejski im. J. Strusia
- Kościół św. Marka Ewangelisty
- Chartowo Tower
- Franowo Park
- Wielkopolska Gildia Rolno-Ogrodnicza
- Święty Wojciech Dom Medialny
- Kopiec Wolności
- Malta Ski

## Siedziba Rady Osiedla
Adres rady osiedla
Przedszkole nr 53 im. Koszałka Opałka, osiedle Lecha 14.

## Komunikacja
Osiedle obsługują autobusy MPK Poznań linii 166, 181, 184 oraz linia nocna 218.